# Oradtjärnen (Mora socken, Dalarna, 680414-141725)
Oradtjärnen är en sjö i Mora kommun i Dalarna och ingår i Dalälvens huvudavrinningsområde. Sjön har en area på 0,12 kvadratkilometer och ligger 638,4 meter över havet. Vid provfiske har öring fångats i sjön.

## Delavrinningsområde
Oradtjärnen ingår i det delavrinningsområde (680490-141741) som SMHI kallar för Utloppet av Oradtjärnen. Medelhöjden är 653 meter över havet och ytan är 1,47 kvadratkilometer. Det finns inga avrinningsområden uppströms utan avrinningsområdet är högsta punkten. Vattendraget som avvattnar avrinningsområdet har biflödesordning 5, vilket innebär att vattnet flödar genom totalt 5 vattendrag innan det når havet efter 363 kilometer. Avrinningsområdet består mestadels av skog (58 procent) och sankmarker (35 procent). Avrinningsområdet har 0,12 kvadratkilometer vattenytor vilket ger det en sjöprocent på 8,1 procent.